# Critics' Choice Movie Award de la meilleure distribution
Le Critics' Choice Movie Award de la meilleure distribution (Critics' Choice Movie Award for Best Acting Ensemble) est l'une des récompenses décernées aux professionnels de l'industrie du cinéma par le jury de la Broadcast Film Critics Association depuis 2002.

## Palmarès

### Années 2000
- 2002 : Gosford Park 
  - Ocean's Eleven
  - La Famille Tenenbaum (The Royal Tenenbaums)

- 2003 : Chicago 
  - The Hours
  - Mariage à la grecque (My Big Fat Greek Wedding)

- 2004 : Le Seigneur des anneaux : Le Retour du roi (The Lord of the Rings: The Return of the King)
  - A Mighty Wind
  - Love Actually
  - Mystic River

- 2005 : Sideways 
  - Closer, entre adultes consentants (Closer)
  - La Vie aquatique (The Life Aquatic with Steve Zissou)
  - Ocean's Twelve

- 2006 : Collision (Crash)
  - Good Night and Good Luck
  - Sin City
  - Syriana

- 2007 : Little Miss Sunshine 
  - Babel
  - Bobby
  - Les Infiltrés (The Departed)
  - Dreamgirls
  - The Last Show (A Prairie Home Companion)

- 2008 : Hairspray 
  - 7 h 58 ce samedi-là (Before the Devil Knows You're Dead)
  - Gone Baby Gone
  - Juno
  - No Country for Old Men
  - Sweeney Todd : Le Diabolique Barbier de Fleet Street (Sweeney Todd: The Demon Barber of Fleet Street)

- 2009 : Harvey Milk (Milk)
  - L'Étrange Histoire de Benjamin Button (The Curious Case of Benjamin Button)
  - The Dark Knight : Le Chevalier noir (The Dark Knight)
  - Doute (Doubt)
  - Rachel se marie (Rachel Getting Married)

### Années 2010
- 2010[1] : Inglourious Basterds
  - Nine
  - Precious (Precious: Based on the Novel "Push" by Sapphire)
  - Star Trek
  - In the Air (Up in the Air)

- 2011[2] : Fighter (The Fighter)
  - Tout va bien, The Kids Are All Right (The Kids Are All Right)
  - Le Discours d'un roi (The King's Speech)
  - The Social Network
  - The Town

- 2012[3] : La Couleur des sentiments (The Help)
  - The Artist
  - The Descendants
  - Les Marches du pouvoir (The Ides of March)
  - Mes meilleures amies (Bridesmaids)

- 2013[4] : Happiness Therapy (Silver Linings Playbook)
  - Argo
  - Indian Palace (The Best Exotic Marigold Hotel)
  - Lincoln
  - Moonrise Kingdom
  - Les Misérables

- 2014[5] : American Bluff (American Hustle)
  - Le Loup de Wall Street (The Wolf of Wall Street)
  - Le Majordome (Lee Daniels' The Butler)
  - Nebraska
  - Twelve Years a Slave
  - Un été à Osage County (August: Osage County)

- 2015[6] : Birdman
  - Boyhood
  - The Grand Budapest Hotel
  - Imitation Game (The Imitation Game)
  - Into the Woods
  - Selma

- 2016 : Spotlight
  - The Big Short : Le Casse du siècle (The Big Short)
  - Les Huit Salopards (The Hateful Eight)
  - NWA: Straight Outta Compton (Straight Outta Compton)
  - Dalton Trumbo (Trumbo)

- 2017 : Moonlight
  - 20th Century Women
  - Fences
  - Comancheria (Hell or High Water)
  - Les Figures de l'ombre (Hidden Figures)
  - Manchester by the Sea

- 2018 : Trois Billboards : Les Panneaux de la vengeance (Three Billboards Outside Ebbing, Missouri)
  - Dunkerque (Dunkirk)
  - Lady Bird
  - Mudbound
  - Pentagon Papers (The Post)

- 2019 : La Favorite (The Favourite)
  - Black Panther
  - Crazy Rich Asians
  - Vice
  - Les Veuves (Widows)

### Années 2020
- 2020 : The Irishman
  - Scandale (Bombshell)
  - À couteaux tirés (Knives Out)
  - Les Filles du docteur March (Little Women)
  - Marriage Story
  - Once Upon a Time… in Hollywood
  - Parasite

- 2021 : Les Sept de Chicago (The Trial of the Chicago 7)
  - Da 5 Bloods : Frères de sang (Da 5 Bloods)
  - Judas and the Black Messiah
  - Le Blues de Ma Rainey (Ma Rainey's Black Bottom)
  - Minari
  - One Night in Miami

- 2022 : Belfast
  - Don't Look Up : Déni cosmique (Don't Look Up)
  - The Harder They Fall
  - Licorice Pizza
  - The Power of the Dog
  - West Side Story

- 2023 : Glass Onion : Une histoire à couteaux tirés
  - Les Banshees d'Inisherin
  - Everything Everywhere All at Once
  - The Fabelmans
  - The Woman King
  - Women Talking

- 2024 : Oppenheimer
  - Air
  - Barbie
  - La Couleur pourpre (The Color Purple)
  - Winter Break (The Holdovers)
  - Killers of the Flower Moon

- 2025 : Conclave
  - Anora
  - Emilia Pérez
  - Saturday Night
  - Sing Sing
  - Wicked